# Apamea albicingulata
Apamea albicingulata är en fjärilsart som beskrevs av Warnecke 1932. Apamea albicingulata ingår i släktet Apamea och familjen nattflyn. Inga underarter finns listade i Catalogue of Life.